# Liste der Einträge im National Register of Historic Places im Clark County (Missouri)

Lage des Clark County in Missouri

Die Liste der Einträge im National Register of Historic Places im Clark County in Missouri führt die Bauwerke und historischen Stätten im Clark County auf, die in das National Register of Historic Places aufgenommen wurden.
| [ 3 ] | Name                                    | Bild                                    | Eintragsdatum        | Lage                                                              | Ort                 | Beschreibung |
| ----- | --------------------------------------- | --------------------------------------- | -------------------- | ----------------------------------------------------------------- | ------------------- | ------------ |
| 1     | Boulware Mound Group Archeological Site | Boulware Mound Group Archeological Site | 1970 ID-Nr. 70000328 | Adresse nicht veröffentlicht                                      | nördlich von Canton |              |
| 2     | Clark County Courthouse                 | Clark County Courthouse                 | 1983 ID-Nr. 83000976 | 101 E. Court St. 40° 25′ 30″ N, 91° 43′ 48″ W                     | Kahoka              |              |
| 3     | Col. Hiram M. Hiller House              |                                         | 1986 ID-Nr. 86001927 | 520 North Washington Street 40° 25′ 30″ N, 91° 43′ 20″ W          | Kahoka              |              |
| 4     | Montgomery Opera House                  | Montgomery Opera House                  | 1988 ID-Nr. 88002018 | 201-209 West Commercial Street 40° 24′ 44″ N, 91° 43′ 20″ W       | Kahoka              |              |
| 5     | Sickles Tavern                          | Sickles Tavern                          | 1979 ID-Nr. 79001357 | Nordwestlich von Wayland an der MO B 40° 26′ 26″ N, 91° 36′ 13″ W | Wayland             |              |